# بلدية مروي
بلدية مروي إحدى بلديات مقاطعة سيبيتوكي في شمال غرب بوروندي. تقع العاصمة في مروي.